# Ectinus
Ectinus är ett släkte av skalbaggar som beskrevs av Johann Friedrich von Eschscholtz 1829. Ectinus ingår i familjen knäppare.
Släktet innehåller bara arten Ectinus aterrimus.

## Bildgalleri

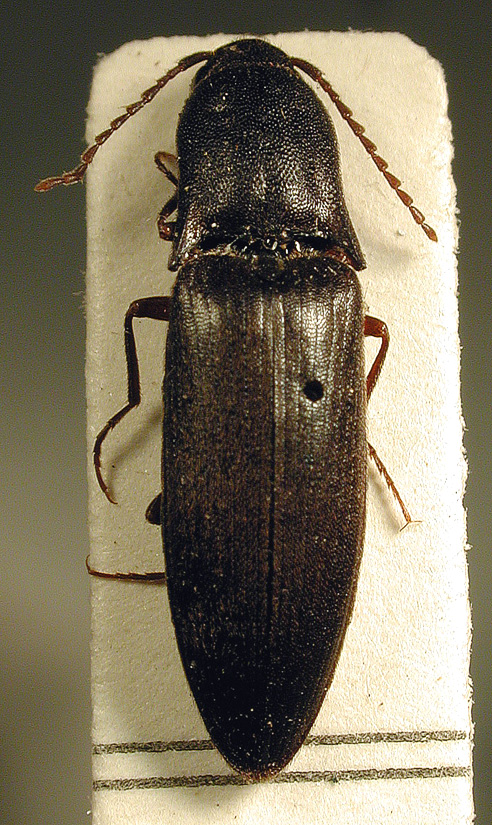
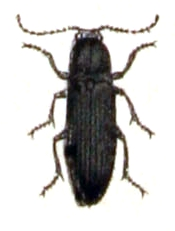
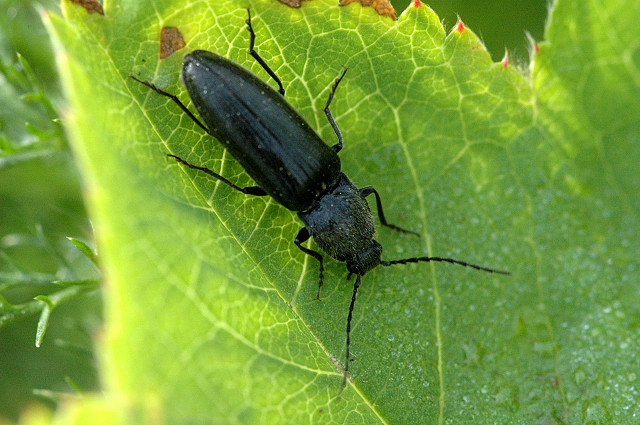